# Evangelischer Bund
Der Evangelische Bund (gegr. 1886) stellt noch heute einen der größten protestantischen Verbände in Deutschland dar. Als Konfessionskundliches und Ökumenisches Arbeitswerk der EKD ist er Träger des Konfessionskundlichen Instituts im südhessischen Bensheim.

## Geschichte

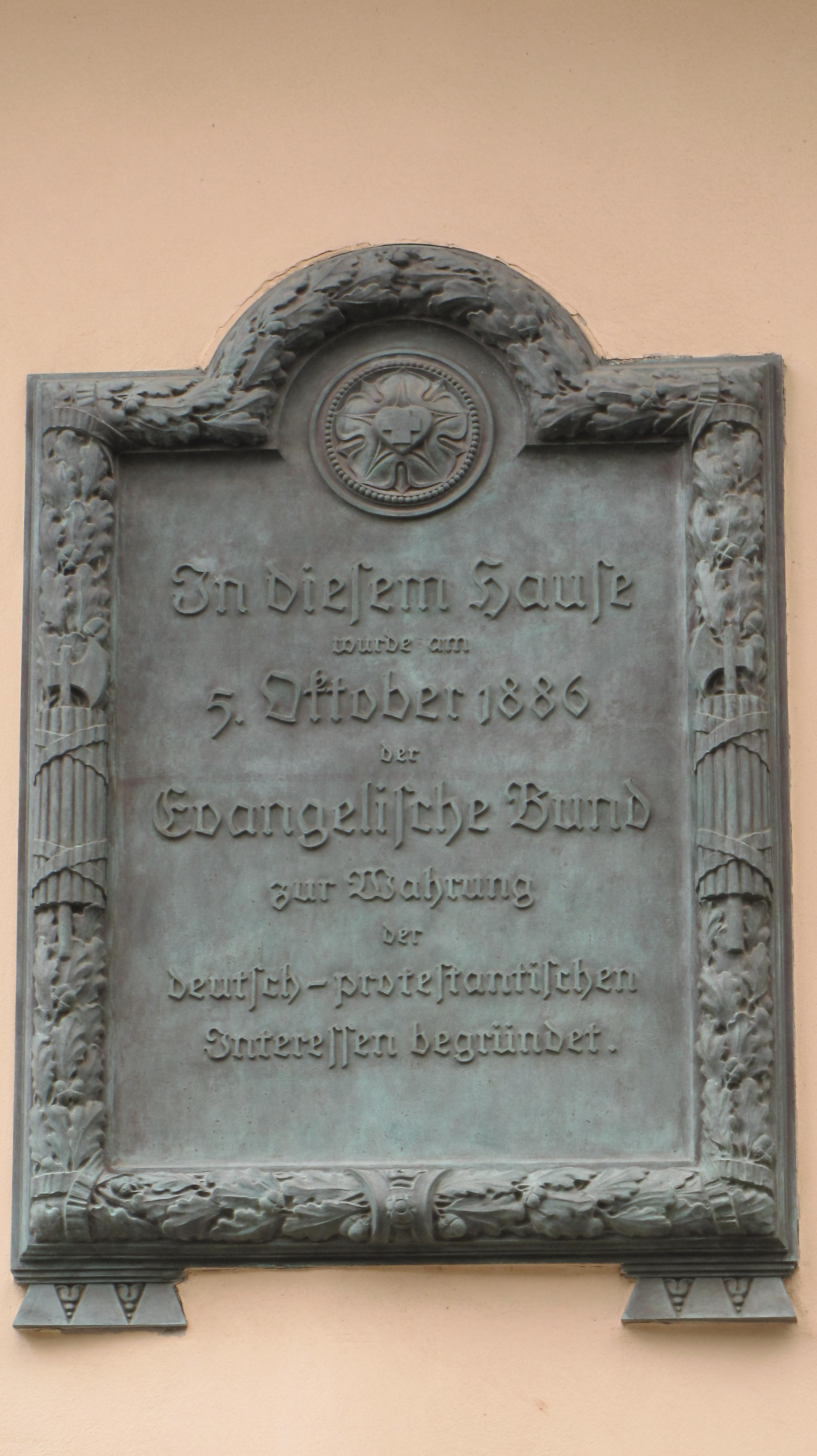
Erinnerungstafel an die Gründung des Evangelischen Bundes am Haus Predigerstraße 10 in Erfurt

Seit der Mitte des 19. Jahrhunderts wurden notwendige Aufgaben und Reformen, die der in 27 Landeskirchen zersplitterte und von theologischen wie kirchenpolitischen Flügelkämpfen gespaltene Protestantismus nicht bewältigen konnte, von sog. freien Verbänden erkannt und in Angriff genommen. In diesem Kontext muss die 1886/87 in mehreren Stufen erfolgte Gründung eines „Evangelischen Bundes zur Wahrung der deutsch-protestantischen Interessen“ gesehen werden. Die römisch-katholische Kirche bot durch die Dogmen von 1854 und 1870 ein theologisch klares Profil, präsentierte sich durch die seit 1867 bestehende Fuldaer Bischofskonferenz und gewann durch die Zentrumspartei zunehmend politischen Einfluss. Als dann der Katholizismus aus dem Kulturkampf gestärkt hervorging, sorgten sich Persönlichkeiten in Kirchen, Schulen und Universitäten um den Erhalt des reformatorischen Erbes. Beim Lutherjubiläum 1883 war bereits der Ruf nach einem evangelischen Hilfsverein hörbar. Entscheidend wurde das Engagement von Kollegen und Schülern des Hallenser Theologieprofessors Willibald Beyschlag. Als Vertreter der oft „Mittelpartei“ genannten Evangelischen Vereinigung war er von der sog. Vermittlungstheologie geprägt und wurde zur prägendsten Gründergestalt des EB. Nach eigenen Worten wollte er damit „eine Notgemeinschaft, eine Aktion zur evangelischen Selbsthilfe“ schaffen, die „evangelischen Interessen in der Öffentlichkeit vertreten“, „evangelische Bewegungen in der ganzen Christenheit“ unterstützen und fördern sowie „evangelische Solidarität“ und „evangelisches Bewußtsein“ in den Gemeinden stärken.
Der Gründungsversammlung am 5. Oktober 1886 in Erfurt gingen Gespräche mit Vertretern aller theologischen Gruppierungen in ganz Deutschland voraus. Die Leitung hatte der Landeshauptmann der Provinz Sachsen, Wilko Levin Graf von Wintzingerode-Bodenstein, der dann 18 Jahre an der Spitze des EB stand. Das dort angenommene Programm wurde zum Kern des Gründungsaufrufs vom 15. Januar 1887, der in 108 Tageszeitungen abgedruckt war. Dort sind die zentralen Anliegen benannt: Wahrung evangelischer Interessen gegenüber dem politischen Katholizismus und „dem Indifferentismus und Materialismus der Zeit“ sowie Förderung des innerevangelischen Friedens und Ausbau der landeskirchlichen Beziehungen. Das Statut sprach „Männer und Frauen“ an.

### Entwicklungen bis 1945
Das Echo war überwältigend und die Zahl der Mitglieder wuchs sprunghaft an. Bei der 1. Generalversammlung in der Frankfurter Paulskirche im August 1887 waren es 10.000, 1895 bereits 100.000 und 1914 war der EB mit mehr als einer halben Million Mitglieder der größte evangelische und drittgrößte deutsche Verein. Das Interesse in gemischtkonfessionellen Regionen und in Städten war stärker als in rein evangelischen und ländlichen Gebieten. Das Bildungsbürgertum war besser repräsentiert als andere Schichten. Akademische Orts- und Frauengruppen waren besonders organisiert und wie viele vom EB unterstützten Arbeiter- und Gesellenvereine diesem „angeschlossen“. Der Anteil der Theologen von anfangs ca. 30 % ging rasch zurück, so dass man von einer „Laienorganisation“ sprechen konnte. Die dezentrale Gliederung nach Orts-, Zweig- und Hauptvereinen sowie ein Zentralvorstand waren in Anlehnung an den Gustav-Adolf-Verein gewählt, mit dem es eine klare Arbeitsteilung und – bis heute sich fortsetzende – fruchtbare Zusammenarbeit gab. Diese bewährte sich seit der Jahrhundertwende besonders für Österreich, wo der „Los-von-Rom-Bewegung“ der Ruf „Hinein ins Evangelium!“ zur Seite gestellt und 1903 ein eigenständiger „Deutsch-Evangelischer Bund für die Ostmark“ gegründet wurde. Für die Entsendung von Vikaren und für Bibeln, Gesangbücher, Stipendien und Literatur wurden enorme Spenden gesammelt. Ähnliches galt in Deutschland für den Aufbau von Diakonissenhäusern, was 1901 zur eigenen Schwesternschaft mit Sitz in Dessau führte. Eine gewichtige Säule der Bundesarbeit und Garant für deren Wachstum waren die Pressedienste und die Verlagsarbeit, für die es seit den Gründungstagen ein „Preßkomitee“ gab. Korrespondenzblätter für die Tagespresse, Flugblätter, Kalender, Wartburghefte und anderes Kleinschrifttum sowie Zeitschriften und Lexika füllten eine Marktlücke und erreichten enorme Auflagen. Behandelt wurden Ereignisse und Gestalten der Reformationszeit, Märtyrer und Konvertiten, die Situation der evangelischen Diaspora, Probleme der Mischehe und Vorgänge im Katholizismus. Gewarnt wurde vor „Sekten“, Freidenkern, dem „Neuheidentum“ und der „Umsturzpartei“, wie damals in bürgerlichen Kreisen die SPD hieß. Es wurden Vortragsdienste arrangiert, wofür „Wanderredner“ und „Reiseprediger“ angestellt wurden. Ausstrahlung und Festigung der Arbeit nach innen und außen brachten dem EB seine Hauptvereins- und Generalversammlungen. Wegen der zahlenmäßigen Beteiligung und öffentlichen Resonanz gelten diese „Laientreffen“ als Vorläufer evangelischer Kirchentage. Dort wie im Alltag mangelte es nicht an konfessionellen Reibungsflächen. Als die „Borromäus-Enzyklika“ (Editae saepe) von den Reformatoren als den Feinden des Kreuzes Christi sprach, meldete sich der EB deutlich zu Wort. Jene zeitbedingte Sprache rechtfertigt aber in keiner Weise den oftmals erhobenen pauschalen Antikatholizismus-Vorwurf.
Maßgebend für die gesamte Bundesarbeit war die in Halle und seit 1912 in Berlin ansässige „Reichsgeschäftsstelle“. Mit der Eintragung ins Vereinsregister (1906) übernahm ein Präsidium die Leitung, wo bis 1922 der nationalliberale Bundesdirektor Otto Everling MdR bestimmend wirkte. Ihm gelang der Ausbau einer wissenschaftlichen Abteilung mit Fachbibliothek und Dokumentation, wo Gelehrte wie Hermann Mulert oder Leopold Zscharnack tätig waren. Der Erste Weltkrieg brachte eine allseitige Unterbrechung der kontrovers-konfessionellen Arbeit. Der EB widmete sich der Verbreitung von Schriften über den christlichen Glauben und suchte mit „Volksschriften zum großen Kriege“ und „Heroldsrufen in eiserner Zeit“ den nationalen Durchhaltewillen zu stärken. Versuche, den 31. Oktober ab 1917 in allen deutschen Staaten als gesetzlichen Feiertag einzuführen, scheiterten.
Das Ende der Monarchie 1918 war auch für den EB ein tiefer Einschnitt. Der durch Rundfunk und Film bedingte Wandel im Geselligkeitsverhalten und die wirtschaftliche Not der Nachkriegszeit führten zu einer wachsenden Vereinsmüdigkeit. Landeskirchen und der vom EB sehr begrüßte Deutsche Evangelische Kirchenbund übernahmen eine Reihe von dessen Aufgaben, z. B. durch neue „Pressverbände“. Demokratie und Republik wurden weithin abgelehnt. Noch lange danach sprach man von der „Schmach des 9. November“, die „die Mächte des Abgrundes entfesselt“ hätte, und vom „Triumph des Marxismus, der Christusgegner und Gottesfeinde“. Mit dem Wartburgprogramm von 1921 war die Bundesarbeit in den nächsten Jahrzehnten bestimmt: Im Evangelium erkannte man „das höchste, ewige Gut, die Kraftquelle und den Gesundbrunnen jeden Volkstums und in dem deutschen Volkstum das höchste zeitliche Gut“. In Luthers Person und Werk sah man den „vollzogenen Bund zwischen Evangelium und deutschem Geist“. Die junge Ökumenische Bewegung wurde kritisch verfolgt. Im 1923 gegründeten „Internationalen Verband zur Verteidigung und Förderung des Protestantismus“ (später Protestantischer Weltverband) war der EB „als dessen verlängerter Arm“ personell und organisatorisch stark engagiert. In zahlreichen Kundgebungen zu brisanten Fragen wurde zwar die parteipolitische Neutralität des EB betont, gleichzeitig aber vor allen Wahlen vor der Politik der Linksparteien und des Zentrums gewarnt. Der vergebliche Kampf gegen die Konkordate jener Zeit endete im Ruf nach entsprechenden evangelischen Kirchenverträgen. Zwischen 1932 und 1935 kam es zu heftigsten Richtungskämpfen, als deutsch-christlich Orientierte um den rheinischen Pfarrer Hermann Kremers (1860–1934) den Nationalsozialismus nicht als Partei, aber als „Volksbewegung“ und „integrale Ordnungsmacht“ zur Wiederherstellung der deutschen Freiheit und Stärkung des kirchlichen Einflusses begrüßten. Die volkskirchliche Forderung „Sammeln und nicht zerstreuen!“ war unter diesen Vorzeichen nicht mehr vermittelbar.
Als der Lutherforscher Heinrich Bornkamm (1901–1977), der schon in dem seit 1928 bestehenden „Akademischen Freundesrat“ kritische Worte gefunden hatte, im April 1935 das Präsidentenamt übernahm (bis 1963), wurden die Weichen neu gestellt. Forderungen nach einer „Evangelischen Nationalkirche“ wurde genauso widersprochen wie dem „Deutschglauben“ und dem „völkischen Neuheidentum“. Versuche eines sog. Mittelwegs, gemeinsam mit anderen Verbänden durch Kirchenausschüsse den Kirchenkampf positiv beeinflussen zu können, sind gescheitert. Mit dem Reichskonkordat und dem Ende des politischen Katholizismus konnte dieser „ohne die Polemik der Nadelstiche“ zum Gegenstand wissenschaftlicher Forschungen werden. Vor und während des Zweiten Weltkrieges kam es zu einem enormen Rückgang der Mitgliederzahl: 1932 ca. 300.000, 1943 noch 104.000. Mit der kriegsbedingten personellen und materiellen Einschränkung der Arbeit und der völligen Zerstörung der Reichsgeschäftsstelle 1943 und vieler Hauptvereinsgebäude war die Zukunftsfrage gestellt.

### Entwicklungen 1945 bis 1989
Während in den westlichen Gliedkirchen der EKD der Vereinscharakter der Landesverbände erhalten werden konnte, wurde dies durch DDR-Gesetze in den östlichen Gliedkirchen ab 1953 unmöglich. Dort musste – bereits vor dem Mauerbau schrittweise organisatorisch selbständig – das „Konfessionskundliche Arbeits- und Forschungswerk (EB)“ in enger Zusammenarbeit mit der späteren Studienabteilung des „Bundes der evangelischen Kirchen in der DDR“ die Beratungs- und Vortragsdienste fortsetzen. Unverzichtbarer Bestandteil der Arbeit war und blieb dort die Beobachtung der Sondergemeinschaften und neuen religiösen Bewegungen, was im Westen seit 1960 in wissenschaftlicher Hinsicht von der in Absprache mit dem EB neu gegründeten „Evangelischen Zentralstelle für Weltanschauungsfragen“ (EZW) in Stuttgart (jetzt Berlin) übernommen wurde.

### Geschichtliche Entwicklungen seit 1989
Nach der Wende von 1989 erfolgte rasch die Zusammenführung der getrennten Zentralen und Landesverbände, deren juristischer Stellung die Satzung von 1992 aber ausdrücklich Rechnung trug. Die Arbeit der heute klein gewordenen Schwesternschaft, deren Einrichtungen in Dessau 1945 völlig vernichtet wurden, ging bereits 1950 im „Verein zur Errichtung evangelischer Krankenhäuser“ in Berlin auf. Zusammen mit Gleichgesinnten in den Niederlanden, der Schweiz und Österreich wurde 1962 der „Evangelische Arbeitskreis für Konfessionskunde in Europa“ zur Förderung des Austausches über die ökumenische Situation in Ost- und Westeuropa gegründet und für die Akzeptanz der Leuenberger Konkordie genutzt. Der nach 1945 eingeschlagene Weg, „die Botschaft der Reformation in den konfessionellen, weltanschaulichen und gesellschaftlichen Auseinandersetzungen der Gegenwart zur Geltung zu bringen und dadurch die Ökumene zu fördern“, fand seinen Niederschlag in „Evangelischen Leitsätzen für das ökumenische Gespräch“. Unter dem Motto „Evangelisch und Ökumenisch“ standen sie im Mittelpunkt des Jubiläums 1986, wo offen über Höhen und Tiefen sowie von „schuldhaften Verirrungen“ in der Bundesgeschichte gesprochen wurde. Die 1993 neugefassten Grundsätze sprechen vom EB als dem „Konfessionskundlichen und ökumenischen Arbeitswerk der EKD“: In der Einigung des Protestantismus wird eine vorrangige Aufgabe gesehen. Die in der Leuenberger Konkordie vereinbarte „Zeugnis- und Dienstgemeinschaft“ soll „in einer synodalen Struktur verwirklicht werden“. Gefordert wird „Kirchengemeinschaft mit evangelischen Freikirchen und mit der Anglikanischen Kirche“. Das Ziel des ökumenischen Dialogs sieht der EB heute „in einer versöhnten Verschiedenheit orthodoxer, katholischer und evangelischer Kirchen, nicht in einer Verwaltungseinheit oder Welteinheitskirche“. „Jenseits von utopischem Enthusiasmus und lähmender Resignation“ wird eine „nüchterne und beharrliche ökumenische Arbeit“ getan, die „eine Gemeinschaft mit, aber nicht unter dem Papst“ anstrebt. Dafür arbeiten heute sechs wissenschaftliche Mitarbeiter mit einem Team im Konfessionskundlichen Institut und zahlreiche Ehrenamtliche in den Landeskirchen. In Zusammenarbeit mit einem Wissenschaftlichen Beirat, anderen wissenschaftlichen Institutionen und kirchlichen Werken werden ökumenische Gremien und Einrichtungen der EKD und deren Gliedkirchen beraten. Die EKD trägt derzeit 65 % der Institutskosten, den Rest bringen drei südwestdeutsche Landeskirchen, die dreitausend Einzelpersonen und Kirchengemeinden als Mitglieder, dazu Tagungsbeiträge, Zeitschriftenabonnenten sowie Kollekten und Spenden auf.

## Konfessionskundliches Institut
Auf Betreiben des späteren Bundesdirektors und Präsidenten Wolfgang Sucker (1905–1968) wurde 1947 mit der Gründung des Konfessionskundlichen Instituts als wissenschaftlicher Arbeitsstätte des EB in Bensheim/Bergstraße ein neuer Weg beschritten: Als Werk der Evangelischen Kirche in Deutschland (EKD) wurde „evangelische Selbstbesinnung“ in ökumenischer Verantwortung betrieben und als „Gegner eines antikatholischen Affektes“ die gesamte Christenheit „zur Konversion zum Evangelium“ gerufen. Leben und Lehre aller christlichen Konfessionen in Geschichte und Gegenwart wurden erforscht und für den ökumenischen Dialog ausgewertet. Durch Tagungen für verschiedene Multiplikatoren, durch Beratung kirchlicher Gremien, besonders aber durch die seit 1950 erscheinende Zeitschrift „Materialdienst“, durch Buchreihen und Faltblätter zu aktuellen ökumenischen Fragen erlangte das Institut schrittweise wissenschaftliche, gesamtkirchliche und ökumenische Anerkennung. Sichtbares Zeichen hierfür wurde seit den 1960er Jahren ein rasch wachsender EKD-Zuschuss für das Konfessionskundliche Institut und die Errichtung eines Dienstgebäudes 1967. Als Bundesdirektoren und Institutsleiter wirkten Joachim Lell (1957–1981), Reinhard Frieling (1981–1999), Jörg Haustein (1999–2000), Michael Plathow (2001–2007), Walter Fleischmann-Bisten (2007–2015, nur noch Institutsleiter), Mareile Lasogga (2015–2019) und Dagmar Heller (seit 2019). Geschäftsführer waren Gerhard Beetz (1947–1984), Walter Fleischmann-Bisten (1984–2006), Alexander Gemeinhardt (2007–2013) und Ksenija Auksutat (2014–2017).

## Leitung
Die Leitung des Werkes haben der Präsident Christian Schad (seit 1. März 2021), Sigurd Rink (Vizepräsident seit 2006) und Richard Janus (Generalsekretär seit 2020) inne. Satzungsgemäße Organe des Vereins sind der Zentralvorstand (Vorsitzende der Landesverbände) als höchstes Gremium, der Geschäftsführende Vorstand (Präsident, Vizepräsident, Generalsekretär) sowie die Mitgliederversammlung, die anlässlich der jährlichen Generalversammlung zusammentritt.

### Frühere Präsidenten
- 1886–1907: Wilko Levin von Wintzingerode
- 1907–1913: Emil von Lessel
- 1922–1923: Hermann Lisco
- 1924–1927: Bruno Doehring
- 1927–1929: Hermann Scholz (1853–1929)
- 1930–1934: Friedrich Conze
- 1934:      Hermann Kremers (1860–1934)
- 1935–1963: Heinrich Bornkamm
- 1963–1968: Wolfgang Sucker
- 1969–1979: Martin Schmidt
- 1979–1997: Gottfried Maron
- 1997–2009: Hans-Martin Barth
- 2009–2019: Gury Schneider-Ludorff

### EB Österreich
Der EB Österreich mit ca. 2500 Mitgliedern ist ein freies kirchliches Werk; Obfrau ist seit September 2015 Birgit Lusche, ihre Vorgänger als Obmann waren Oberkirchenrat Jakob Wolfer und von 1983 bis 2015 der niederösterreichische Superintendent Paul Weiland.

## Stiftung Bekennen und Versöhnen
Seit 1. Januar 2007 trägt die Stiftung Bekennen und Versöhnen des Evangelischen Bundes zur Finanzierung des Konfessionskundlichen Instituts bei. Das Gründungskapital besteht aus Zuwendungen der Familie des Institutsgründers Wolfgang Sucker sowie des Evangelischen Bundes Kurhessen-Waldeck, Hessen und Nassau sowie Bayern und einiger Einzelpersonen. 
Der Stiftungsrat setzt sich zusammen aus der Leitung des Konfessionskundlichen Instituts, der Stellvertretenden Kirchenpräsidentin Ulrike Scherf und Pastor Dr. Steffen Storck für den Zentralvorstand. Die Stiftung ist eine rechtlich nicht selbständige Stiftung in der Stiftung der Evangelischen Kirche in Hessen und Nassau.